# Macaria fusca
Macaria fusca is een nachtvlinder uit de familie van de spanners (Geometridae).
De spanwijdte van deze vlinder is 15 tot 20 millimeter. 
De soort komt voor in Fennoscandinavië, de Alpen en in Noord-Macedonië. 